# EasyTaxi
Easy (antes llamada Easy Taxi) es una aplicación móvil de prestación de servicios de transporte, disponible en ocho países, actualmente en propiedad de  Maxi Mobility. La aplicación permite a los usuarios pedir un taxi y tener seguimiento de este en tiempo real. La misma aplicación disponible para  iOS, Android, o Windows Phone, puede ser utilizada en todos los lugares en donde los socios de Easy operen. Hoy funciona en Argentina, Brasil, Bolivia, Chile, Colombia, Ecuador, México, Uruguay, Perú, Arabia Saudita y Nigeria.

## Historia
Easy fue fundado por Tallis Gomes y Daniel Cohen en Brasil en 2011 y desde entonces se ha expandido globalmente, cubriendo en la actualidad una red de 8 países y unas 100 ciudades, tras su fusión con Cabify. En diciembre de 2014, la compañía logró alcanzar un total de 17 millones de usuarios y más de 400,000 taxistas quienes están afiliados a la red de Easy.
La aplicación se lanzó en versión beta en agosto de 2011, después de una fase introductoria de dos meses. Daniel Cohen, Vinicius Gracia, Bernardo Bicalho y Marcio William se unieron a Gomes en las primeras etapas de la compañía, formando su primer equipo. Río de Janeiro sirvió como un mercado de prueba para Easy, con un lanzamiento oficial de la aplicación en abril de 2012.  Uno de sus mayores inversionistas es Rocket Internet.
El 16 de junio de 2017, la plataforma de transportes española Cabify y Easy firmaron una alianza empresarial, con el fin de seguir ampliando sus servicios conjuntamente en Latinoamérica y convertirse en el futuro en una solución integral de movilidad.
A partir del mes de noviembre de 2018, el servicio de Easy se comenzó a ofrecer como sección específica de la app de Cabify.

## Modelo de negocios
El modelo de negocios de Easy está basado principalmente en un aplicativo móvil para solicitar servicios de transporte, específicamente Taxis. Realizando un trabajo en conjunto con los socios conductores, dueños de taxis licitados.
En cuanto al modelo de negocios de origen, en Brasil se comenzó cobrando al conductor 2 reales por cada viaje completado. Siendo así como en el primer año de operaciones, la compañía logró adquirir más de 5000 conductores y 200,000 usuarios. Mientras que en otros países, como Chile, Easy en cambio, realiza cobros basados en un porcentaje de comisión (15% de cada tarifa total), lo cual permite tener operaciones rentables, tanto para Easy como para los socio conductores.  
La plataforma digital de Easy se ubica en el paradigma de la Economía Informacional, en el cual la información, es decir, los datos de los usuarios, se convierten en un producto del proceso en la búsqueda de mayor productividad. Estas nuevas tecnologías buscan rentabilidad y competitividad para aumentar sus cuotas de productividad. Corresponde a una consecuencia del Diseño Sociotécnico ,dado que el diseño de la plataforma obedece a una estructura basada en ingeniería y ciencia social. Esto es particularmente relevante, por cuanto el diseño y su relación con los valores humanos esta enfocada de tal manera que reduzca al máximo el nivel de responsabilidad, esto se refleja en que los conductores aplican la tarifa no desde un aparato métrico convencional sino en base a la tecnología de la API de Google Maps, que determina la distancia, y por ende, la tarifa fija del trayecto, otorgando mayor independencia al conductor en este apartado. El sistema de empresa se establece bajo una estructura informática que simplifica las funciones de operación, la interacción con esta estructura mejora sustancialmente debido a la automatización de funciones.

## Easy en Chile
En Chile, Easy funciona desde 2013, y a la fecha posee más de 19.000 socios activos y más de 500.000 usuarios, funcionando en Santiago. Hasta el año 2017 tuvo operaciones en La Serena, Coquimbo, Iquique y Concepción.En diciembre de 2018 Cabify anunció una alianza con Easy que permitirá a los usuarios de esa aplicación pedir taxis.

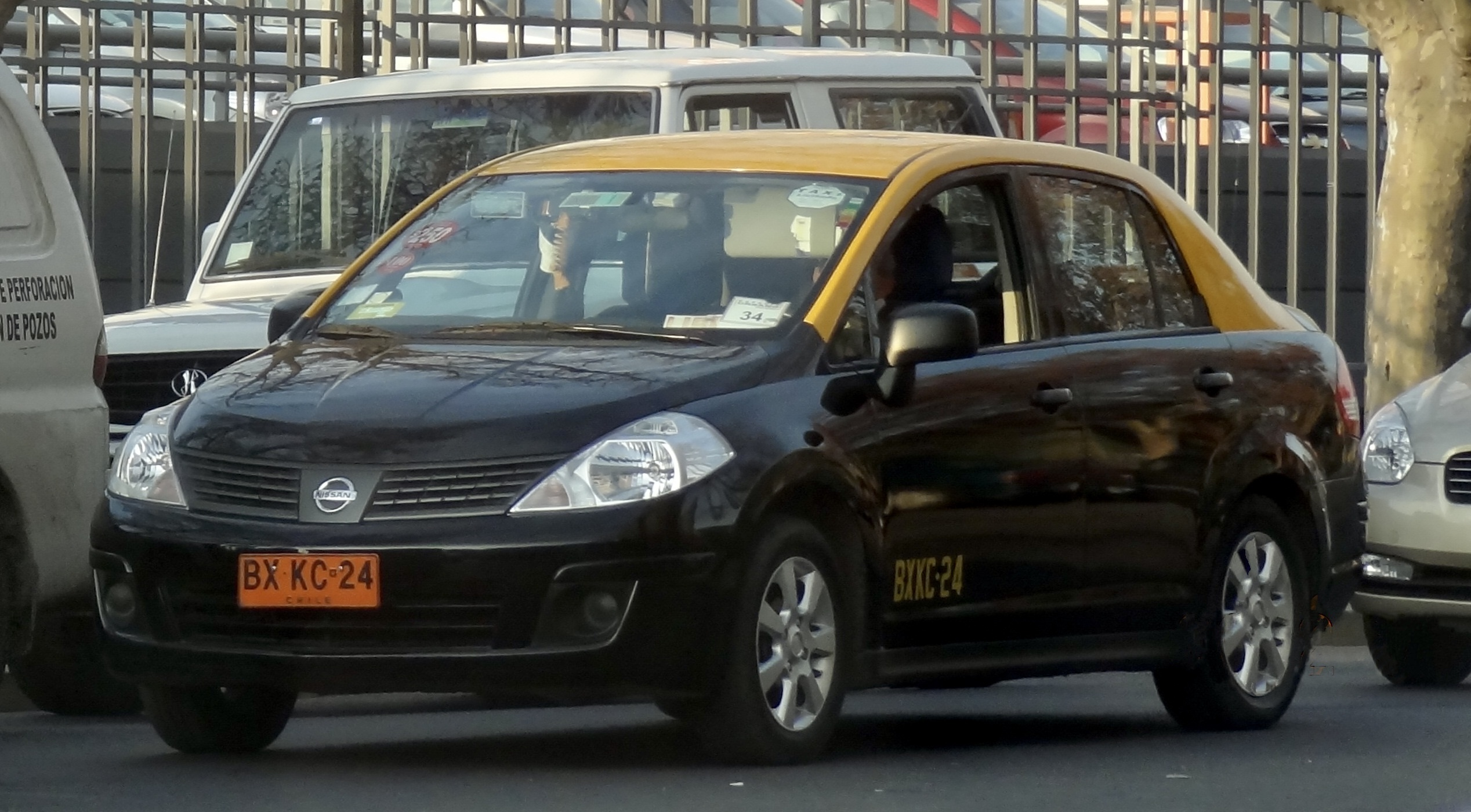
Taxi en Santiago de Chile.

### Controversias
- Conflicto legal con Uber: el exponencial aumento (en viajes) de Uber, ha sido objeto de críticas por parte directa de la gerencia de Easy, quien reclama la falta de regulación estatal en diversas materias, como pago de impuestos, los vacíos legales en cuanto a la naturaleza del vínculo de trabajo entre la empresa y los conductores, la facilidad para ingresar a la plataforma como conductor teniendo un vehículo particular, entre otros puntos similares. Tal es la situación, que los taxistas realizaron una marcha exigiendo al Poder Ejecutivo el avance de la legislación horizontal a este tipo de plataformas.[23] La constante disputa con las plataformas de servicio de transportes de la competencia, ha puesto de relieve las propias regulaciones que ya tiene Easy en relación con los taxistas. El conflicto y roce se articula desde el pago de patentes de automóviles propias de la categoría taxi (y no de una patente común, y más barata en los socios de Uber), el pago de impuestos tributarios al Servicio de Impuestos internos por el despliegue de su servicio, y las condiciones de mantención técnicas más estrictas.[24]

- Fusión con Cabify: En 2018 la española Maxi Mobility, dueña de Cabify, compró a la empresa Easy. En Chile, esto fue anunciado a sus trabajadores en marzo de 2018. En abril anunciaron que tanto Esy como Cabify funcionarían en las mismas oficinas –en la comuna de Vitacura–, pero que no habrían despidos pues la fusión era solo física y que la operación de ambas aplicaciones se mantendría independiente. Sin embargo, a poco andar, comenzaron los despidos. En menos de seis meses, luego del cambio, prácticamente todos los equipos de Easy fueron desarmados y sus trabajadores despedidos.

## Premios
La compañía ganó múltiples premios como pionera en el servicio de llamadas de taxi en América Latina. Esto incluye Startup Weekend RIO 2011, IBM SmartCamp Brazil 2011, Startup Farm RIO 2011 y TNW Brazil Awards. Se presentó como Mejor aplicación de 2014 en la App Store y Google Play.